# Martin Hayes (Musiker)

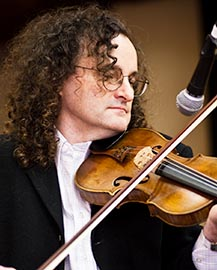
Martin Hayes (2008)

Martin Hayes (* 1961 in Maghera, County Clare, Irland) ist ein bedeutender irischer Fiddle-Spieler.

## Leben
Hayes wurde im Townland Maghera geboren, etwa 11 km nordöstlich von Ennis und 5 km nordwestlich von Tulla. Als Neffe von Paddy Canny und Sohn von P. Joe Hayes, dem Gründer der Tulla Céilí Band, kam er bereits früh mit traditionellem Irish Folk in Berührung. Mit sieben Jahren begann er die Fiddle zu lernen; mit 14 trat er als jüngster Musiker der Tulla Céili Band bei. Bis zu seinem 19. Lebensjahr gewann er mehrmals die All-Ireland Fiddle Championship. 2000 gewann er die BBC Radio 2 Folk Awards als Instrumentalist des Jahres.
Hayes wanderte nach Chicago aus und spielte dort in verschiedenen Rock- und Jazzbands. Dort traf er 1980 den Gitarristen/Mandolinisten  Dennis Cahill, mit dem er die Jazz/Rock/Fusion-Band Midnight Court gründete. In den 1990er Jahren konzentrierte sich Hayes wieder verstärkt auf seine traditionellen Wurzeln und arbeitete nach zwei Solo-Alben erneut mit Cahill zusammen. Heute lebt er in West Hartford, Connecticut.

## Stil
Neben seinen Wurzeln im Irish Folk nennt Hayes auf der offiziellen Website unterschiedlichste Künstler als Inspirationsquelle, darunter der estnische Komponist Arvo Pärt, der spanische Gambist Jordi Savall sowie der Jazz-Saxophonist John Coltrane. Das Folk-Lexikon CrossRoots hebt Hayes’ melodische und lyrische Qualitäten hervor. Mit leichten Swing-Anklängen, einer außerordentlichen Dichte an Ornamentationen und Synkopierungen verwandle er Tanzmelodien in melancholische Fantasien.

## Diskografie
- The Shores of Lough Graney (1990, mit PJ Hayes und Mark Gregory Ice Nine Productions ICE 003 Kassette)

Solo-Alben
- Martin Hayes (1992, Green Linnet #1127)
- Under the Moon (1995, Green Linnet #1155)

Martin Hayes & Dennis Cahill Alben
- Lonesome Touch (1997, Green Linnet #1127)
- Live in Seattle (1999, Green Linnet #1195)
- Welcome Here Again (2008, Green Linnet #1233)

Martin Hayes als Mitglied der Tulla Céilí Band
- A Celebration of 50 Years (1996, Green Linnet)
- 60th Anniversary Celebration (2007)

Weitere Auftritte
- My Love is in America The Boston College Fiddle Festival (1991, Green Linnet Records #1110)
- Traditional Music from East Clare von Mary MacNamara (1994, Claddagh Records)
- John Williams von John Williams (1995, Green Linnet #1157)
- The Gathering verschiedene Interpreten (1997, Real World UKCDRW62)
- Celtic Sessions von William Coulter and Friends (1997, Gourd Music)
- Solo Fiddle von Kevin Burke (1999, Green Linnet #1196)
- Poor Man's Troubles von Bruce Molsky (2000, Rounder)
- I Could Read the Sky von Iarla Ó Lionáird (2000, Real World Records)
- Murphy's Irish Pub mit Laura MacKenzie, John Williams und Dean Magraw (2005, Compass Productions)
- The Wildlife Album (2005 Market Square Records)
- Sligo Live 06 (2006 Sligo Live Sampler, Promotion-Veröffentlichung)
- The House I Was Reared In von Christy McNamara (2007, Durra Records)
- Reeling Through The Years (2007) Kompilation CD anlässlich des 20. Jubiläums des Feakle Festivals
- Today, Tomorrow & on Sunday (2008) von Helen Hayes (CDHHG 001)
- The Humours of Tulla (2009) von der Tulla Comhaltas Archive Collection
- Triúr Sa Draighean (2010) mit Peader O’ Riada und Caoimhin O’ Raghallaigh